# The Better Life
The Better Life är rockbandet 3 Doors Downs första studioalbum. Det lanserades 2000 av skivbolaget Universal Records. Skivan blandar genrerna post-grunge och mer aggressiv metal.

## Låtlista
1. Kryptonite 3:53
2. Loser 4:24
3. Duck and Run 3:50
4. Not Enough 3:14
5. Be Like That 4:25
6. Life of My Own 3:58
7. Better Life 3:07
8. Down Poison 4:21
9. By My Side 3:16
10. Smack 2:29
11. So I Need You 3:49